# Naken Kyrykbaev
Naken Kyrykbaev (en ruso: Накен Койшиевич Кырыкбаев; Almatý, 29 de septiembre de 1975 - Karagandá, 5 de abril de 2015) fue un futbolista kazajo que jugaba en la demarcación de portero.

## Biografía
Debutó como futbolista con el FC Kairat Almaty a las órdenes de Gurban Berdiýew. Jugó en la Liga Premier de Kazajistán, quedando en undécima y novena posición en las dos temporadas que disputó. También jugó para el FC Zhetysu Taldykorgan, FC Taraz, FC Vostok Oskemen, FC Kaisar Kyzylorda, FC Lashyn, retirándose en 2008 con el FC Taraz. Tras su retiro se convirtió en entrenador de porteros del FC Lashyn en 2012 y del FC Gefest en 2014.
Falleció el 5 de abril de 2015 a los 39 años de edad.

## Selección nacional
Jugó un total de dos partidos para la selección de fútbol de Kazajistán. Debutó el 24 de mayo de 2000 contra Irán en un partido del Campeonato de la Federación de Fútbol de Asia Occidental. Su segundo y último partido lo jugó en el mismo campeonato contra Palestina.

## Clubes
| Club                   | País       | Año         | Partidos |
| ---------------------- | ---------- | ----------- | -------- |
| FC Kairat Almaty       | Kazajistán | 1993 - 1995 | 5        |
| FC Zhetysu Taldykorgan | Kazajistán | 1995 - 1996 | 1        |
| FC Kairat Almaty       | Kazajistán | 1996 - 1997 | 20       |
| FC Taraz               | Kazajistán | 1997 - 2001 | 75       |
| FC Vostok Oskemen      | Kazajistán | 2001 - 2002 | 24       |
| FC Kaisar Kyzylorda    | Kazajistán | 2002 - 2003 | 5        |
| FC Taraz               | Kazajistán | 2003        | 9        |
| FC Kaisar Kyzylorda    | Kazajistán | 2003 - 2004 | 1        |
| FC Lashyn              | Kazajistán | 2005 - 2007 | 5        |
| FC Taraz               | Kazajistán | 2007 - 2008 | ¿?       |